# Верхофстадт, Ги
Ги Морис Мари Луиза Верхо́фстадт (нидерл. Guy Verhofstadt; род. 11 апреля 1953, Дендермонде, Бельгия) — бельгийский политический деятель, премьер-министр Бельгии с июля 1999 года по март 2008 года. Он был членом Палаты представителей с 1985 по 2009 год.
В 2007 году стал кавалером Большого Креста Ордена Короны.
С 2009 года он является депутатом Европейского парламента, с 2009 по 2019 год возглавлял Группу Альянса либералов и демократов за Европу (АЛДЕ), а также основал межпарламентскую группу федералистов Спинелли. Он был кандидатом от партии Альянс либералов и демократов за Европу на пост президента Европейской комиссии на выборах в Европейский парламент в 2014 году. С 2016 по 2020 год он был координатором Brexit в Европейском парламенте и председателем руководящей группы Brexit. Он является сторонником федерализации Европейского союза.

## Биография
Ги Верхофстадт родился 11 апреля 1953 года в Дендермонде, Бельгия. Начал политическую деятельность в ранней молодости. В 1972 году возглавил Фламандский либеральный студенческий союз, параллельно изучая право в Гентском университете. В возрасте 29 лет стал главой Фламандской либеральной партии (PVV). В 1985 стал заместителем премьер-министра и министром по бюджету в правительстве Вильфрида Мартенса. В этот период за свой молодой возраст и экономические взгляды получил прозвище «Бэби Тэтчер».
В 1991 году впервые получил возможность сформировать правительство, но потерпел неудачу, после чего временно ушёл с политической сцены.
В 1997 году возглавил партию Фламандские либералы и демократы (VLD), сменив взгляды на более центристские. В 1999 году выиграл выборы во Фландрии и, войдя в коалицию с фламандскими и валлонскими социалистами и зелёными, стал главой правительства.
После парламентских выборов 2003 года сформировал новое правительство, без участия зелёных. Второй премьерский срок характеризуется частыми кризисами. Всеобщие выборы 2007 года стали серьёзным испытанием для Верхофстадта и всей системы государственной власти Бельгии. Затяжной правительственный кризис привёл к формированию временного кабинета министров во главе с Верхофстадтом. 20 марта 2008 года он покинул свой пост согласно предварительной договорённости.
После своего премьерства он занял место сенатора, на которое он избран в 2007 году. На выборах 2009 года в Европейский парламент Верхофстадт был избран членом Европейского парламента на срок с 2009 по 2014 год. Он также был выдвинут как возможный кандидат на замену Жозе Мануэля Баррозу в качестве президента Европейской комиссии от коалиции зелёных, социалистов и либералов. 1 июля 2009 он был избран председателем фракции Альянс либералов и демократов за Европу в Европейском парламенте.
В 2007 году книга Верхофстадта Соединённые Штаты Европы (2006) получила Европейскую книжную премию.
11 июля 2022 года российский оппозиционный лидер и политический заключённый Алексей Навальный объявил, что Ги Верхофстадт войдёт в состав наблюдательного совета при международной антикоррупционной организации «Anti-Corruption Foundation».

## Ранняя карьера
Родился в 1953 году в Дендермонде, стал президентом Либеральной ассоциации фламандских студентов (The LVSV, Liberal Flemish Students' Association) (1972—1974) во время изучения права в Гентском университете. Он быстро стал секретарём Вилли Де Клерка, бывшего в то время президентом Фламандской либеральной партии (PVV). В 1982 году в возрасте 29 лет он стал президентом партии. В 1985 году он был избран в Палату депутатов и стал заместителем премьер-министра и министром бюджета при премьер-министре Вильфриде Мартенсе. Из-за своих экономических взглядов и юного возраста он стал известен как «Малыш Тэтчер».
После изгнания[что?] из правительства он стал лидером оппозиции. После неудачной попытки сформировать правительство в ноябре 1991 года он преобразовал PVV во фламандских либералов и демократов (VLD). Эта новая партия привлекла многих политиков из других партий, особенно из Народного союза (VU) и Христианско-демократической и фламандской партии (CVP).
Однако, несмотря на то, что у многих были большие надежды, партии не удалось опередить CVP. Верхофстадт ушёл в отставку и исчез с политической сцены только для того, чтобы вернуться на пост президента партии в 1997 году с менее радикальным имиджем. Он постепенно отошёл от неолиберализма (частично под влиянием своего брата Дирка, социал-либерального политического философа) и стал более центристской фигурой, что стало особенно очевидным во время его первого срока на посту премьер-министра.

## Премьер-министр (1999—2008)

### Первое правительство Верхофстадта
Отчасти из-за продовольственного скандала, разразившегося незадолго до выборов 1999 года, VLD стала крупнейшей партией в стране, получив более 22 % голосов во Фландрии. Верхофстадт быстро сформировал коалицию с фламандскими социалистами и зелёными и франкоязычными коллегами этих партий (симметричную коалицию) в Брюсселе и Валлонии. Он был назначен премьер-министром 12 июля 1999 года, став первым либералом, занявшим этот пост с 1938 года. Это было первое бельгийское правительство без христианско-демократической партии с 1958 года и первое правительство, в которое вошли партии зелёных.
В 2002 году Верхофстадт был награждён премией «Видение Европы» за свою работу по созданию более единой Европы. Экономическая ситуация дала ему свободу действий для повышения самых низких социальных пособий и снижения налогов. После 2001 года экономическая ситуация ухудшилась. Был создан «Фонд старения» или «Серебряный фонд», чтобы обеспечить сохранение пенсий до 2030 года. Но, несмотря на его усилия по стимулированию экономики при попытке сохранить систему социальных пособий, безработица выросла, после того как ранее снизилась при втором кабинете Дехане.
К большому неодобрению своих партнёров по коалиции, Верхофстадт и его VLD выступили против предоставления права голоса жителям стран, не входящих в ЕС. Вместо этого они предложили и смогли либерализировать процедуру получения бельгийского гражданства. В преддверии иракского кризиса 2003 года Бельгия присоединилась к Франции, Германии и России в противодействии вторжению в Ирак под руководством США.

### Второе правительство Верхофстадта
После всеобщих выборов 2003 года Верхофстадт сформировал свой второй кабинет без партий зелёных, которые были практически уничтожены на выборах. По разным причинам формирование второго правительства затянулось значительно сверх нормы: экономическая ситуация ухудшилась до уровня 1999 года, обе политически близкие партии (либералы и социалисты) получили примерно одинаковое количество мест.
Второе правительство Ги Верхофстадта состояло из его либеральной Open VLD, их родственной либеральной MR, фламандской социал-демократической SP.a и их родственной социал-демократической партии PS, чтобы сформировать ещё одну Пурпурную коалицию.
После международного давления на Закон Бельгии о военных преступлениях, который утверждал универсальную юрисдикцию, позволяя любому предъявлять обвинения в военных преступлениях в бельгийских судах, второе правительство Верхофстадта согласилось внести поправки в закон в пользу более ограниченной юрисдикции. Закон подвергся критике за то, что он поощряет политически мотивированные жалобы.
На фламандских региональных выборах 13 июня 2004 года его партия потеряла голоса, опустившись на третье место во Фландрии. Хотя это не оказало прямого влияния на его положение на посту премьер-министра, ходили слухи, что победившая на выборах Христианско-демократическая и фламандская партия (CD&V) будет участвовать в федеральном правительстве. Верхофстадт был предложен в качестве кандидата на замену Романо Проди на посту следующего президента Европейской комиссии, но его кандидатура была отвергнута коалицией во главе с Тони Блэром и другими лидерами, которые не согласились с бескомпромиссной критикой Верхофстадтом англо-американского вторжения в Ирак годом ранее.
После этого Верхофстадт столкнулся с чередой внутренних кризисов. Первым, возникшим осенью 2004 года, стал вопрос, будет ли DHL инвестировать в аэропорт Брюсселя, расположенный во фламандском муниципалитете Завентем. Вопрос, который едва не привёл к краху кабинета министров, заключался в том, предоставлять ли DHL дополнительные права на посадку в ночное время, что было горячей темой публичных дебатов и различных судебных дел. В конце концов, разделение между работой и ночным отдыхом было напрасным, поскольку DHL использовала вариант Zaventem только для того, чтобы получить лучшие условия из Лейпцига.
После кризиса DHL Верхофштадт столкнулся с кризисом из-за распределения конституционных и административных полномочий и обязанностей в районе Брюссель-Галле-Вилворде (обычно сокращённо BHV). Разделение полномочий было прописано в соглашении о правительственной коалиции партиями, контролирующими фламандское региональное правительство. Это вызвало вето валлонских партий. Кризис затянулся до весны 2005 г., когда дело было отложено до федеральных выборов 2007 г. К 2005 г. фламандские партии, участвовавшие в правительстве, не хотели краха правительства, учитывая их низкие рейтинги в dопросах общественного мнения.
Верхофштадт выразил озабоченность в связи с войной в Ливане 2006 года. Верхофштадт сказал, что Израиль имеет право защищать себя, но теперь ответил чрезмерным насилием.
13 декабря 2006 г. регулярная передача на бельгийском национальном телеканале La Une была прервана выпуском новостей, в котором утверждалось, что фламандский парламент в одностороннем порядке провозгласил независимость от Королевства Бельгия, имитируя отделение Бельгии от Нидерландов примерно 175 лет назад. Трансляция отчёта вызвала всеобщую тревогу и ужас во франкоязычной Бельгии, и Верхофштадт осудил отчёт как «безответственный». В годы, предшествовавшие розыгрышу, нарастал фламандский сепаратизм, и партия Vlaams Belang получила сильную поддержку на региональных выборах. Обман почти стал реальностью в 2007 году после того, как крупный политический кризис заставил многих поверить в то, что раздел Бельгии почти неизбежен.
Конституционный суд Бельгии постановил, что все выборы, проведённые после 10 июня 2007 года, будут конституционно недействительными из-за неразделения Брюссель-Галле-Вилворде. Осенью 2005 года Верхофстадтe удалось добиться успеха, когда он смог заключить «Пакт поколений» в отношении занятости и социальных реформ, независимо от противодействия и действий профсоюзов.
Верхофстадт был приведён к присяге в качестве муниципального советника Гента в январе 2007 года в результате муниципальных выборов 2006 года. В совете он сидит рядом с другим министром кабинета, Фрейей Ван ден Босше, которая также была избрана муниципальным советником. Он даже отложил визит к президенту России Владимиру Путину, чтобы попасть на первое заседание новоизбранного совета.

### Третье правительство Верхофстадта
Верхофстадт привёл VLD к всеобщим выборам 2007 года. Уже на муниципальных выборах 2006 года VLD продемонстрировала признаки усталости от фламандского избирателя, которому, похоже, надоели восемь лет Верхофстадта и пурпурных коалиционных правительств. В вечерней речи в день выборов Верхофстадт признал поражение и попросил, чтобы новое поколение возглавило VLD; он должен был уйти с поста премьер-министра после формирования нового правительства. Однако формирование нового правительства было сложным, и, в конце концов, политик CD&V Ив Летерм не смог сформировать новое правительство.
Тем не менее, некоторые политические вопросы стали политически неотложными. Поэтому король попросил Верхофстадта выступить посредником во «временном правительстве», которое будет находиться у власти в течение трёх месяцев и сможет предложить бюджет на 2008 год. В декабре была заключена сделка, и 21 декабря 2007 года была назначена инаугурация «временного правительства». Два дня спустя это временное правительство получило вотум доверия в парламенте: 97 голосов за, 46 против и один воздержался. обеспечение его легитимности в течение трёх месяцев.
Бельгия была одной из первых стран, признавших одностороннее провозглашение независимости Косово 24 февраля 2008 г.
«Постоянное правительство» под руководством Ива Летерма вступило в должность 20 марта 2008 г.
Одним из первых решений нового правительства от 21 декабря 2007 г. было повышение уровня безопасности после пресечения попытки побега из тюрьмы оперативника «Аль-Каиды».
После своего премьерства Верхофстадт занял место сенатора, на которое он был избран в 2007 году.

## Роли в Европейском Союзе
На выборах в Европейский парламент 2009 года Верхофстадт был избран членом Европейского парламента на срок 2009—2014 годов. С тех пор он был назначен в Комитет по конституционным вопросам.
1 июля 2009 года Верхофстадт был избран президентом группы Альянса либералов и демократов за Европу в Европейском парламенте. В этом качестве он также был членом Конференции президентов Европейского парламента до июля 2019 года.
Верхофстадт был выдвинут в качестве возможного кандидата на замену Жозе Мануэля Баррозу на посту президента Европейской комиссии коалицией зелёных, социалистов и либералов. 15 сентября 2010 года он поддержал новую группу Spinelli, которая была основана для активизации стремления к федерализации Европейского Союза.
В 2010 году бельгийский либерал-член Европейского парламента и близкий союзник Верхофстадта Луи Мишель назвал короля Бельгии Леопольда II, колониального хозяина Свободного государства Конго, ответственного за гибель от 3 до 10 миллионов конголезских африканцев, «дальновидным героем». Верхофстадт, тогдашний лидер либералов в Европейском парламенте, отказался комментировать спорные замечания Мишеля.
В сентябре 2016 года Верхофстадт был назначен представителем Европейского парламента по вопросам, касающимся брексита. В своих публичных заявлениях Верхофстадт акцентировал внимание на правах граждан ЕС в Великобритании и граждан Великобритании в ЕС. В ноябре 2016 года Верхофстадт предупредил Европейский парламент о грядущем «кольце автократов», сославшись на растущую напористость России и Турции и рассматривая (в то время широко игнорируемую) возможность президентства Трампа.
С 2019 года Верхофстадт был членом Рабочей группы по конференции о будущем Европы. 2021 году Европейский парламент назначил его своим председателем, чтобы возглавить Конференцию о будущем Европы.

## Публикации
- De weg naar politieke vernieuwing: het tweede burgermanifest. Baarn, Antwerpen 1992, ISBN 90-5240-187-X.
- Angst, afgunst, en het algemeen belang. Hadewijch, Antwerpen 1994, ISBN 90-5240-299-X.
- De belgische ziekte: diagnose en remedies. Hadewijch, Antwerpen 1997, ISBN 90-5240-428-3.
- De vierde golf: een liberaal project voor de nieuwe eeuw. Houtekiet, Antwerpen 2002, ISBN 90-5240-692-8.
- Les États-Unis d’Europe, Bruxelles, Luc Pire, coll. «Voix politiques», 2006, 66 p. ISBN 978-2874156090.
- Sortir de crise: Comment l’Europe peut sauver le monde, Arles/Bruxelles, Actes Sud/André Versaille Éditeur, coll. «Essais Sciences humaines», 2009, 252 p. ISBN 978-2742786688.
- Debout l’Europe!, avec Daniel Cohn-Bendit, Bruxelles, Belgique, André Versaille éditeur, 2012, 158 p. ISBN 978-2-87495-197-8.